# Скотт, Тони (кинематографист)
Э́нтони Дэвид (Тони) Скотт (англ. Anthony David «Tony» Scott; 21 июня 1944, Норт-Шилдс, Великобритания — 19 августа 2012, Лос-Анджелес) — британский и американский кинорежиссёр, продюсер и сценарист. Младший брат режиссёра и продюсера Ридли Скотта.

## Биография
Тони Скотт родился в небольшом городке Норт-Шилдс в Северо-Восточной Англии. Его мать — актриса Элизабет Скотт, Тони рос с двумя старшими братьями: Фрэнком и Ридли. Будущий режиссёр начал карьеру в кино как актёр: в возрасте 16 лет он снялся в дебютной короткометражке своего 23-летнего брата Ридли «Парень и велосипед». Он окончил Королевский колледж искусств, в котором ранее учился его брат, и намеревался стать художником, но скоро присоединился к брату, который занимался производством рекламы. В течение двух десятилетий он снял около тысячи рекламных роликов для британского телевидения. После того успеха, который на рубеже 1970-х-1980-х сопровождал в США фильмы английских режиссёров Алана Паркера, Эдриана Лайна, Хью Хадсона и Ридли Скотта, Тони Скотт тоже был приглашён для работы в Голливуд.
Сначала он хотел экранизировать роман Энн Райс «Интервью с вампиром», но ему не удалось договориться с компанией Metro-Goldwyn-Mayer о запуске проекта. У MGM имелся свой сценарий о вампирах, который и воплотил в кино Тони Скотт. Эстетский фильм «Голод» с участием Дэвида Боуи и Катрин Денёв вышел в 1982 году. Он не имел успеха, поэтому Скотт вернулся к рекламе и музыкальному видео. В 1985 году продюсеры Дон Симпсон и Джерри Брукхаймер пригласили Скотта для постановки затратного фильма «Лучший стрелок». Симпсон и Брукхаймер были в числе немногих поклонников «Голода», также им понравилась реклама, которую Скотт снял для шведского автомобильного концерна Saab в начале 1980-х.
После успеха «Лучшего стрелка», где в роли молодого пилота снялся Том Круз, Скотт стал специализироваться на боевиках. Вместе с Симпсоном и Брукхаймером он снял фильм «Полицейский из Беверли-Хиллз 2», сиквел популярного комедийного боевика с Эдди Мёрфи в главной роли. Его следующий фильм «Месть», где Скотт заменил уволенного продюсерами Джона Хьюстона, провалился в прокате.
В 1990 году Скотт продолжил сотрудничество с Симпсоном, Брукхаймером и Крузом в фильме об автогонщиках «Дни грома». В следующем году вышел боевик с Брюсом Уиллисом «Последний бойскаут». В 1991 году режиссёр познакомился с Квентином Тарантино, который дал прочитать ему два своих сценария: «Бешеные псы» и «Настоящая любовь». Скотт сказал, что снимет фильмы по обоим сценариям, но Тарантино ответил, что «Бешеных псов» хотел бы снимать сам. «Настоящая любовь» с участием Кристиана Слейтера, Патриции Аркетт, Кристофера Уокена, Гэри Олдмена и других актёров заставила воспринимать Скотта как серьёзного режиссёра.
В 1995 году Тони Скотт вместе с братом Ридли стал основателем продюсерской компании Scott Free Productions, реорганизованной из Percy Main Productions, что была совместно создана братьями ещё в 1980 году.
Следующий фильм Скотта «Багровый прилив», политический триллер о противостоянии России и США, где он снова вернулся к сотрудничеству с Симпсоном и Брукхаймером, стал хитом 1995 года. Триллер «Фанат» (1996), несмотря на участие Роберта Де Ниро и Уэсли Снайпса, стал очередной неудачей режиссёра: он не понравился ни зрителям, ни критикам. В 1998 году, когда вышел триллер «Враг государства», Скотта снова ждал успех.
Новое десятилетие Скотт начал фильмом «Шпионские игры», который посвятил памяти своей матери, умершей в 2001 году. Затем снимал фильмы «Гнев», «Домино», «Дежавю», рекламные ролики для «Мальборо» и армии США. Среди их работ: сериал «4исла», в котором Тони Скотт снял также первую серию четвёртого сезона, и сериал «Штамм „Андромеда“» — новая экранизация одноимённого романа Майкла Крайтона.

### Личная жизнь
Скотт был трижды женат, от третьего брака с актрисой Донной Уилсон Скотт имел двух сыновей: Фрэнка и Макса. Его племянники (дети Ридли Скотта) — режиссёры Джейк Скотт и Джордан Скотт.

### Смерть
19 августа 2012 года 68-летний Тони Скотт, оставив в своей припаркованной машине предсмертную записку, после полудня по местному времени покончил жизнь самоубийством, бросившись с моста Винсента Томаса в Лос-Анджелесе. Содержание предсмертной записки не разглашалось, пресса только узнала, что она была короткой, и в ней были слова любви, обращённые к жене и двум сыновьям — Максу и Фрэнку. По сведениям, полученным от источника из близкого окружения режиссёра, самоубийство было вызвано неоперабельной злокачественной опухолью головного мозга. Однако его вдова назвала эти слухи абсолютным вымыслом, отрицая вообще наличие у мужа каких-либо серьёзных медицинских проблем. Сам прыжок с моста был зафиксирован камерами видеонаблюдения и оказавшимися поблизости людьми на мобильный телефон, потом эти кадры некоторыми предлагались к продаже.

## Фильмография
| 1969 | Один из пропавших без вести (короткометражный) | зелёная ✓ |           | зелёная ✓ |
| 1971 | Нежные воспоминания (среднеметражный)          | зелёная ✓ |           | зелёная ✓ |
| 1983 | Голод                                          | зелёная ✓ |           |           |
| 1986 | Лучший стрелок                                 | зелёная ✓ |           |           |
| 1987 | Полицейский из Беверли-Хиллз 2                 | зелёная ✓ |           |           |
| 1990 | Дни грома                                      | зелёная ✓ |           |           |
| 1990 | Месть                                          | зелёная ✓ |           |           |
| 1991 | Последний бойскаут                             | зелёная ✓ |           |           |
| 1993 | Настоящая любовь                               | зелёная ✓ |           |           |
| 1995 | Багровый прилив                                | зелёная ✓ |           |           |
| 1996 | Фанат                                          | зелёная ✓ |           |           |
| 1998 | Враг государства                               | зелёная ✓ |           |           |
| 1999 | Проект 281                                     |           | зелёная ✓ |           |
| 2000 | Там, где деньги                                |           | зелёная ✓ |           |
| 2001 | Шпионские игры                                 | зелёная ✓ |           |           |
| 2002 | Черчилль                                       |           | зелёная ✓ |           |
| 2002 | Шесть пуль прямо сейчас                        |           | зелёная ✓ |           |
| 2004 | Гнев                                           | зелёная ✓ | зелёная ✓ |           |
| 2005 | Домино                                         | зелёная ✓ | зелёная ✓ |           |
| 2005 | Подальше от тебя                               |           | зелёная ✓ |           |
| 2005 | 4исла                                          |           | зелёная ✓ |           |
| 2006 | Дежа вю                                        | зелёная ✓ | зелёная ✓ |           |
| 2006 | Тристан и Изольда                              |           | зелёная ✓ |           |
| 2007 | Как трусливый Роберт Форд убил Джесси Джеймса  |           | зелёная ✓ |           |
| 2008 | Штамм «Андромеда»                              |           | зелёная ✓ |           |
| 2009 | Опасные пассажиры поезда 123                   | зелёная ✓ |           |           |
| 2009 | Навстречу шторму                               |           | зелёная ✓ |           |
| 2009 | Хорошая жена                                   |           | зелёная ✓ |           |
| 2010 | Неуправляемый                                  | зелёная ✓ | зелёная ✓ |           |
| 2010 | Команда-А                                      |           | зелёная ✓ |           |
| 2010 | Сайрус                                         |           | зелёная ✓ |           |
| 2010 | Столпы Земли                                   |           | зелёная ✓ |           |
| 2011 | Жизнь за день                                  |           | зелёная ✓ |           |
| 2011 | Схватка                                        |           | зелёная ✓ |           |
| 2012 | Мир без конца                                  |           | зелёная ✓ |           |
| 2013 | Порочные игры                                  |           | зелёная ✓ |           |

## Награды
- 2002 — «Эмми» за лучший телевизионный фильм («Черчилль»).
- 2010 — Премия «Британия» за всемирно значимый вклад в кинематограф.